# Upgraded
Upgraded (bra: Upgrade: As Cores do Amor; prt: Upgraded) é um filme americano de comédia romântica de 2024 dirigido por Carlson Young e estrelado por Camila Mendes, Archie Renaux, Thomas Kretschmann, Grégory Montel, Lena Olin e Marisa Tomei.
O filme é uma releitura moderna do clássico conto de fadas "Cinderela" e foi lançado no Amazon Prime Video em 9 de fevereiro de 2024. A trama gira em torno de Ana Santos, uma estagiária ignorada no trabalho, mas muito ambiciosa ao redor do mundo da arte de Nova York, cuja vida e carreira mudam quando, por acaso, ela é transferida para a primeira classe em um voo para Londres.

## Enredo
Ana é uma estagiária ambiciosa que sonha com uma carreira no mundo das artes enquanto tenta impressionar sua chefe exigente, Claire. Por causa do alto custo de vida em Nova York, Ana acaba morando com sua irmã Vivian e o namorado, Ronnie, que sempre implora para ela se mudar. Durante um leilão no trabalho, Ana percebe um erro de digitação no catálogo e avisa Claire antes dele ser vendido. Devido esse feito, Claire convida Ana para uma viagem de trabalho a Londres para servir como assistente de suas assistentes.
Suzette e Renee, as duas assistentes de Claire, sabotam a viagem de Ana ao esperar que todos embarquem no voo para informá-la de que reservaram para Ana uma passagem econômica em um voo que sai quatro horas depois. A bilheteira presencia os maus-tratos e faz o upgrade da passagem de Ana para a primeira classe. Enquanto estava na sala da primeira classe, um telefonema faz com que Ana derrame sua bebida em um cara rico chamado William. Os dois acabam sentados um ao lado do outro no voo e se dão bem, mas Ana acidentalmente mente para William fazendo-o acreditar que ela é a diretora de arte do escritório de sua empresa em Nova York. Impressionado, ele apresenta Ana à sua mãe, Catherine, uma famosa celebridade britânica.
Suzette e Renee continuam a sabotar e perturbar Ana, atribuindo-lhe um escritório em um porão em construção e um quarto em um hotel espelunca e mais barato. Ana recebe uma mensagem de voz informando que ela deixou seu laptop no carro de William. Naquela noite, ela vai até a casa de Catherine pegar seu laptop e se vê no meio de uma festa. Lá ela vê a extensa coleção de arte de Catherine, conhece um pintor famoso e continua a mentir sobre ser diretora de uma casa de leilões de Nova York.
Suzette e Renee têm a tarefa de conseguir ingressos de última hora para uma apresentação de Sonho de uma Noite de Verão, de Shakespeare, enquanto transferem suas outras tarefas para Ana. Desesperada para conseguir ingressos para impressionar Claire, Ana visita William, que treina uma liga de futebol infantil em situação de risco. Sua carga de trabalho faz com que ela recuse um convite para almoçar, mas William também diz a ela que haverá uma festa naquela noite e que sua mãe, Catherine, quer que Ana compareça e que ele gostaria de marcar um encontro.
Suzette é obrigada a admitir que não conseguiu os ingressos e fica ainda mais constrangida quando Ana aparece e entrega os ingressos para Claire. As tensões no ambiente aumentam à medida que Gerard, o diretor de arte do escritório de Paris, e Claire disputam o cargo de diretor-chefe da empresa.
Ana comparece à festa com um vestido de grife que ela pegou "emprestado" de Claire. Quando de repente ela vê Claire chegar com Suzette e Renee, ela fica com medo de que sua mentira seja revelada e tenta fugir. Will vai atrás dela antes que ela vá embora e a leva para dançar em um bar local. No final da noite, Ana, envergonhada com o local onde está hospedada, faz com que William a deixe no hotel chique de Claire. Antes de ir embora, William confessa que está se apaixonando por ela.
Na semana seguinte, Ana e William continuam a passar tempo juntos, ficando cada vez mais próximos. Ele diz a ela que sabe que o trabalho dela é importante e que combinou a transferência de seu trabalho para Nova York para que eles possam continuar o relacionamento.
No escritório, Claire elogia o trabalho duro de Ana e garante que haverá uma promoção para ela no futuro. Renee interrompe a reunião para revelar que uma grande cliente acaba de desistir do próximo leilão. Quando é revelado que a cliente é Catherine, William, nesse mesmo momento, chega para surpreender Ana no trabalho e levá-la para almoçar. Ela o arrasta para fora do prédio e William desconfia do comportamento dela, dizendo que não teve nada a ver com a decisão de sua mãe. Ele questiona se Ana o estava usando apenas para garantir a venda da mãe e termina com ela.
Quando Ana volta para o prédio, acaba sendo confrontada por Claire, que descobriu suas mentiras e seu relacionamento com a família de William. Ela é demitida e escoltada para fora do prédio.
Ana visita Catherine e confessa a verdade. Em vez de ficar chateada, Catherine se orgulha de Ana por sua honestidade e boa atuação, e concorda em voltar ao leilão com a condição de que Ana seja quem cuidará da venda. Ana é recontratada e consegue vender a arte de Catherine por muito mais do que o esperado. Ela volta ao campo de futebol e pede desculpas a William, que diz que não gostava dela porque ela era rica, mas porque a achava uma pessoa honesta.
Ana volta para Nova York e seis meses depois não tem mais notícias de William, mas está prosperando em sua carreira. Ana dá uma festa para comemorar a inauguração de sua própria galeria de arte. No final da noite, depois que todos já foram embora, William chega com uma mala e a surpreende dizendo que sentiu saudades e que irá ficar em Nova York. Os dois se beijam e acabam dormindo juntos.

## Elenco
- Camila Mendes como Ana Santos[6]
- Archie Renaux como William DeLaroche[6]
- Marisa Tomei como Claire Dupont[7][8]
- Lena Olin como Catherine DeLaroche[7]
- Anthony Head como Julian Marx[9]
- Thomas Kretschmann como Arnold Grant[9]
- Grégory Montel como Gerard Abel[9]
- Rachel Matthews como Suzette[9]
- Fola Evans-Akingbola como Renee
- Aimee Carrero como Vivian "Viv"
- Andrew Schulz como Ronnie[9]
- Saoirse-Monica Jackson como Amy[9]

## Produção
Em agosto de 2022, foi anunciado que Camila Mendes e Archie Renaux iriam estrelar o filme, que começou a ser produzido no Reino Unido. No mês seguinte, foi anunciado que Marisa Tomei e Lena Olin também foram escaladas ao elenco.

## Lançamento
Upgraded foi lançado no Amazon Prime Video em 9 de fevereiro de 2024.

## Recepção

### Resposta da crítica
No site agregador de críticas Rotten Tomatoes, 77% das 47 avaliações dos críticos são positivas, com uma avaliação média de 6/10. O consenso do site diz: "Levemente divertido, mesmo que atenda às convicções de gênero, Upgraded é uma opção atraente para quem procura uma boa comédia romântica à moda antiga." O Metacritic, que utiliza uma média ponderada, atribuiu ao filme uma pontuação de 59 em 100, com base em 9 críticos, indicando críticas "mistas ou médias".